# François Garasse
François Garasse SJ (* 1584 in Angoulême; † 14. Juni 1631 in Poitiers) war ein französischer Jesuit und Schriftsteller.

## Leben und Werk
François Garasse (auch: Garassus) trat im Alter von 15 Jahren in Toulouse in den Jesuitenorden ein. Er studierte Philosophie in Bordeaux (1603–1606), Grammatik in Poitiers (1607 ff.), Rhetorik in Bordeaux (1611), Theologie in Paris (1612–1616) und Kontroverstheologie in Bordeaux (1617–1618). Dann war er (in der Nachfolge von Louis Richeome) erfolgreicher Prediger in Limoges, Agen, Poitiers und Nancy sowie von 1622 bis 1627 in Paris.
Garasse trat ab 1611 mit polemischen Schriften hervor, in denen er die Gegenreformation gegen die Hugenotten, gegen die Gallikaner und vor allem gegen die Atheisten verteidigte, die unter der Bezeichnung Libertins (Freidenker) im Visier der kirchlichen und staatlichen Autorität standen. Namentlich gegen den Dichter Théophile de Viau schrieb er als eine Art Chefankläger das umfangreiche Werk Doctrine curieuse des beaux esprits de ce temps (erschienen 1623) und erreichte die Verurteilung zum Tod auf dem Scheiterhaufen. Nur dank Protektion durch den Herzog von Montmorency entging der ins Gefängnis geworfene Dichter diesem Schicksal, hatte aber den 1619 in Toulouse erlittenen grausamen Tod des Atheisten Lucilio Vanini vor Augen. 1625 veröffentlichte Garasse eine eigene Summa theologica, die von der Sorbonne zensiert wurde. Als in Poitiers die Pest ausbrach, ging er zur Betreuung der Kranken in diese ihm gut bekannte Stadt, steckte sich an und starb 1631 im Alter von ca. 46 Jahren.
Garasses polemische Schriften waren von zwei Charakteristika geprägt, breite Darstellung der Auffassungen des Gegners und völlige Maßlosigkeit im Stil. Deshalb warf ihm sein innerer Widersacher, der Mitbruder François Ogier, vor, die Thesen der Atheisten eher zu verbreiten als zu bekämpfen, und nannte seinen Stil eines Priesters unwürdig. Théophile de Viau warf ihm aus dem Gefängnis zudem Mangel an christlicher Nächstenliebe vor. Seine Hauptschrift, die Doctrine curieuse, wurde 2009 wieder aufgelegt. Roger-Pol Droit sah darin den Text eines „fanatischen Reaktionärs“, der frühe Beispiele für die faschistische Vertierung des Gegners liefert und der in seiner gewollt rassistischen und sexistischen Schreibweise eine Art Vollkommenheit erreichte (Dans le style raciste, sexiste et fier de l'être, il avait atteint, très tôt, une sorte de perfection). Der Herausgeber Jean Salem charakterisierte das Werk als vollständigsten aller Querschnitte durch kirchliche Intoleranz und kirchlichen Fanatismus (l’un des almanachs les plus complets de l’intolérance et du fanatisme d’église). Alain Viala sah darin resümierend ein Instrument der geistigen Unterdrückung (répression intellectuelle).

## Werke
- Le banquet des sages, dressé au logis et aux despens de Me Louys Servin, auquel est porté jugement tant de ses humeurs que de ses plaidoyés, pour servir d’avant-goust à l’inventaire de quatre mille grossières ignorances et fautes notables y remarquée ; par le sieur Charles de L’Espinoeil. (1617) (Louis Servin, 1555–1626)
- Le Rabelais réformé par les ministres, et nommément par Pierre Du Moulin, ministre de Charanton, pour response aux bouffonneries insérées en son livre "De la vocation des pasteurs". C. Girard, Brüssel 1619.
- Les Recherches des Recherches & autres œuvres de Me Estienne Pasquier, pour la defense de nos roys, contre les outrages, calomnies & autres impertinences dudit autheur. Sebastien Chappelet, Paris 1622.
- Doctrine curieuse des beaux esprits de ce temps, ou prétendus tels, contenant plusieurs maximes pernicieuses à la religion, à l’Estat et aux bonnes mœurs, combattue et renversée par le père F. Garassus. S. Chappelet, Paris 1623. Gregg International, Farnborough 1971.
  - (moderne Ausgabe) La doctrine curieuse des beaux esprits de ce temps. Hrsg. Jean Salem und Jacques Fauconnet. Encre marine, Paris 2009.
- Apologie du P. François Garassus, pour son livre contre les athéistes et libertins de nostre siècle, et response aux censures et calomnies de l’autheur anonyme. S. Chappelet, 1624.
- Lettre du Père François Garassus, de la Compagnie de Jésus, à M. Ogier, touchant leur réconciliation, et response du sieur Ogier sur le mesme sujet. S. Chappelet, Paris 1624.
- La suite du Rabelais réformé du P. François Garasse, sur les impertinentes réponses du M. Pejus aux demandes de M. Durand, avec la Coupelle mystique des ministres au sieur de La Pierre, déministré. 1624.
- Nouveau jugement de ce qui a été dict et escrit pour & contre le livre de «La doctrine curieuse» des beaux esprits de ce temps. J. Quesnel, Paris 1625.
- La Somme théologique des vérités capitales de la religion chrétienne. S. Chappelet, Paris 1625.
- Charles Nisard (Hrsg.): Mémoires de Garasse (François), de la Compagnie de Jésus. Amyot, Paris 1860.
- Auguste Carayon (Hrsg.): Histoire des jésuites de Paris pendant trois années (1624–1626). L’Écureux, Paris 1864.